# Guapira boliviana
Guapira boliviana är en underblomsväxtart som först beskrevs av Nathaniel Lord Britton, och fick sitt nu gällande namn av Cyrus Longworth Lundell. Guapira boliviana ingår i släktet Guapira och familjen underblomsväxter. Inga underarter finns listade i Catalogue of Life.